# جغرافيا إندونيسيا
إندونيسيا دولة أرخبيلية تقع في جنوب شرق آسيا، بين المحيط الهندي والمحيط الهادئ. يعد موقع إندونيسيا استراتيجيا حيث يمتد على طول الممرات البحرية الرئيسية التي تربط شرق آسيا وجنوب آسيا وأوقيانوسيا. إندونيسيا هي أكبر جزيرة في العالم.

## نظرة عامة
إندونيسيا دولة أرخبيلية تمتد على طول 5,120 كيلومتر (3,181 ميل) من الشرق نحو الغرب و 1,760 كيلومتر (1,094 ميل) من الشمال إلى الجنوب. وفقا لمسح جغرافي أُجري بين عامي 2007 و2010 بواسطة وكالة التنسيق الوطنية للمسح ورسم الخرائط، توجد في إندونيسيا 13,466 جزيرة. بينما مسح سابق أجراه المعهد الوطني لعلوم الطيران والفضاء في عام 2002، أفاد بوجود 18,307 جزيرة. وفقا لكتاب حقائق العالم، هناك 17,508 جزيرة في إندونيسيا. من المحتمل أن يكون سبب الاختلاف بين المسوحات هو طريقة المسح المختلفة، حيث أن جزر المد والجزر الرملية والشعاب الصخرية تطفو على السطح أثناء انخفاض المد وتُغمر خلال المد العالي. هناك 84,444 جزيرة وفقا لتقديرات حكومة إندونيسيا، منها 922 جزيرة مأهولة بشكل دائم تضم إندونيسيا خمس جزر رئيسية: سومطرة، جاوة، بورنيو (معروفة في إندونيسيا باسم كليمنتان)، سولاوسي، وغينيا الجديدة؛ مجموعتا جزر كبيرتين (جزر سوندا الصغرى وجزر الملوك) وست مجموعات جزر صغيرة. أربعة من هاته الجزر مشتركة مع دول أخرى : بورنيو مشتركة مع ماليزيا وبروناي؛ سيباتاك، الواقعة قبالة الساحل الشرقي لكليمنتان، مشتركة مع ماليزيا؛ تيمور مشتركة مع تيمور الشرقية؛ وتتقاسم المقاطعتين المنشآتين حديثا بابوا وبابوا الغربية جزيرة غينيا الجديدة مع بابوا غينيا الجديدة.
تبلغ المساحة الإجمالية لإندونيسيا 1,904,569 كيلومتر مربع (735,358 ميل2)، منها 93,000 كيلومتر مربع (35,908 ميل2) من المناطق المائية الداخلية (مضايق، خلجان، وباقي المسطحات المائية الأخرى). ما يجعل إندونيسيا أكبر دولة جزرية في العالم. ترفع المناطق البحرية المحيطة بهاته الجزر أراضي إندونيسيا المعترف بها عموما (البرية والبحرية) إلى حوالي 5 ملايين كم2. تدعي الحكومة منطقة اقتصادية خالصة تبلغ مساحتها 6,159,032 كـم2 (2,378,016 ميل2). وبذلك ترتفع مساحة إندونيسيا الإجمالية إلى حوالي 7,9 مليون كم2.
إندونيسيا هي دول عابرة للقارات، حيث تتألف من جزر تعد جيولوجيا جزءا من آسيا أو أستراليا. خلال العصر الحديث الأقرب، جزر سوندا الكبرى كانت مرتبطة بالبر الرئيسي الآسيوي بينما كانت غينيا الجديدة متصلة بأستراليا. تشكل مضيق كاريماتا، بحر جاوة وبحر آرافورا بعد ارتفاع منسوب البحار في نهاية العصر الجليدي.

## حقائق جغرافية
المساحة :

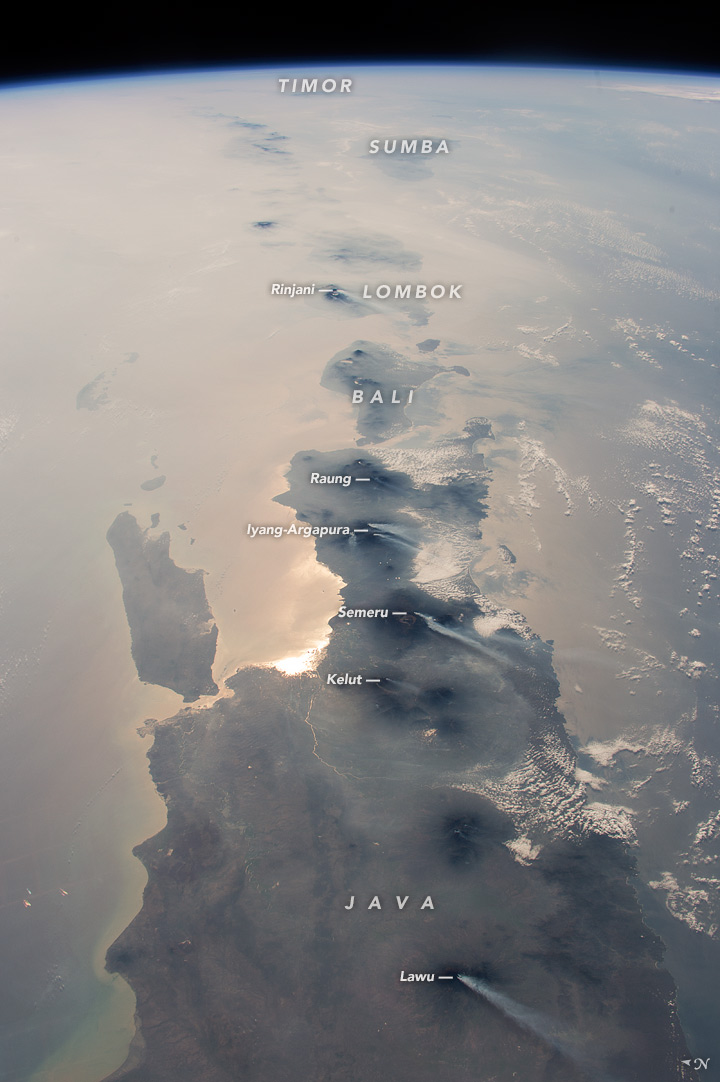
صورة لجاوة وإندونيسيا التقطت عام 2015 من طرف رائد فضاء على محطة الفضاء الدولية. ستة براكين نشطة مرئية. الضباب في الصورة هو نتيجة حرائق الغابات.

مساحة اليابسة الإجمالية : 1,904,569 كم2 (اليابسة : 1,811,569 كم2 (699450 ميل2)،
المياه الداخلية: 93,000 كم2) (35,907 ميل2)
المساحة - مقارنات :
أصغر بقليل من مساحة نونافوت بكندا

أكبر قليلاً من مساحة ألاسكا ونيو إنجلاند مدمجتين.

أكبر ب27 مرة من مساحة جمهورية أيرلندا.
الحدود البرية:

المجموع : 3,096 كيلومتر (1,924 ميل)

دول حدودية : ماليزيا 2,019 كيلومتر (1,255 ميل)، بابوا غينيا الجديدة 824 كيلومتر (512 ميل)، تيمور الشرقية 253 كيلومتر (157 ميل)

دول أخرى مجاورة : أستراليا، بروناي، الهند، سنغافورة، بالاو، الفلبين، تايلاند، فيتنام
السواحل: 54,720 كـم (34,000 ميل)
المطالبات البحرية : تقاس من خطوط الأساس الأرخبيلية المطالب بها

المياه الإقليمية : 12 nmi (13.8 ميل؛ 22.2 كـم)

المنطقة الاقتصادية الخالصة : 6,159,032 كـم2 (2,378,016 ميل2) مع 200 nmi (230.2 ميل؛ 370.4 كـم)
أعلى نقطة وأخفض نقطة :

أخفض نقطة : مستوى سطح البحر 0 م؛ الجزء الجنوبي من الخندق الفلبيني، شرق ميانغاس على ارتفاع −9,125 متر (−29,938 قدم)
أعلى نقطة : بونتشاك جايا (ويعرف أيضا ب هرم كارستنز) 4,884 متر
استخدام الأراضي :

الأراضي الصالحة للزراعة : 12.97%

محاصيل دائمة : 12.14%

أخرى : 74.88% (2013)
الأراضي المروية : 67,220 كم2 (2005) (25,953 ميل2)

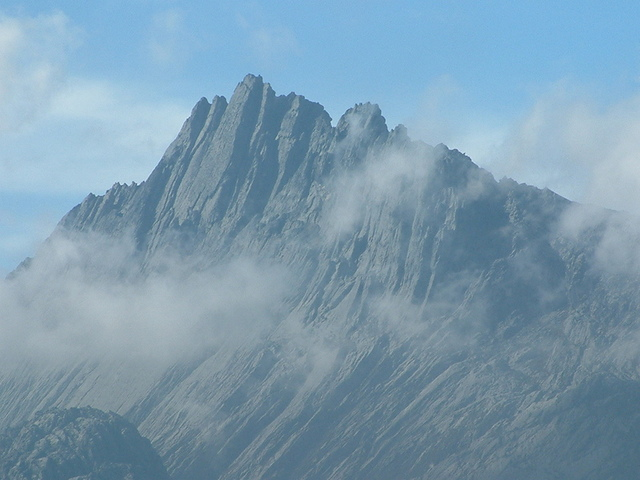
بونتشاك جايا، أعلى قمة جبلية في إندونيسيا

إجمالي موارد المياه المتجددة : 2,019 كم3 (2011) (484 ميل3)
سحب المياه العذبة (المحلية/الصناعية/الزراعية) :

المجموع : 113.3 كم3/سنويا (11%/19%/71%)

للفرد الواحد : 517.3 متر3/سنويا (2005)
الموارد الطبيعية : فحم حجري، نفط، غاز طبيعي، قصدير، نيكل، خشب منشور، بوكسيت، نحاس، تربة خصبة، ذهب، فضة.

## التوقيت
تنقسم إندونيسيا إلى ثلاث مناطق زمنية :
- توقيت غرب اندونيسيا (بالإندونيسية: Waktu Indonesia Tenga)‏ (ت ع م+07:00)
  - جزيرتا سومطرة وجاوة، وأقاليم كالمنتان الغربية وكالمنتان الوسطى
- توقيت وسط اندونيسيا (بالإندونيسية: Waktu Indonesia Tengah)‏ (ت ع م+08:00)
  - جزيرتا سولاوسي وبالي، وأقاليم نوسا تنقارا الشرقية، نوسا تنقارا الغربية، كالمنتان الشرقية وكليمنتان الجنوبية
- توقيت شرق اندونيسيا (بالإندونيسية: Waktu Indonesia Timur)‏ (ت ع م+09:00).
  - أقاليم مالوكو، مالوكو الشمالية، بابوا وبابوا الغربية.